# Oradea (stacja kolejowa)
Oradea (rum: Gara Oradea) – stacja kolejowa w Oradei, w Okręgu Bihor, w Rumunii. Stacja jest obsługiwana przez pociągi CFR Călători. Znajduje się na ważnej magistrali kolejowej Bukareszt – Oradea, która dalej biegnie do Budapesztu.
W Budynku dworca funkcjonuje poczekalnia, posterunek policji, toaleta. Przed budynkiem dworca znajduje się postój taksówek oraz przystanki komunikacji publicznej.

## Linie kolejowe
- Linia Bukareszt – Oradea
- Linia Arad – Oradea
- Linia Oradea – Holod
- Linia Oradea – Satu Mare